# Agnes II van Donzy
Agnes II van Donzy (?- 1225) was het enig kind van Hervé IV van Donzy en Mathilde van Courtenay.  Zij volgde haar vader in 1213 op als gravin van Nevers, Auxerre en Tonerre.
Agnes was in eerste instantie verloofd met Philips van Frankrijk, een zoon van koning Lodewijk VII; deze stierf in 1218 voordat er een huwelijk werd gesloten. In 1221 trouwde zij met Gwijde II van Saint-Pol (-1226) en werd de moeder van:
- Gaucher (Wouter) (-1250)
- Yolande (1221/1222-1254).